# Liste von Medailleuren
Die Liste enthält Medailleure, die für einen Artikel in der Wikipedia tauglich sind und hauptberuflich oder als Künstler-Medailleure Arbeiten geschaffen haben, deren Leben und deren Werk, auch Einzelwerke im Bereich der Medaillenkunst, Gegenstand wissenschaftlicher Forschung sind. Ein zusätzlicher Anhaltspunkt kann die Aufnahme in öffentlichen überregionalen Sammlungen, den großen Münzkabinetten, sein. Sie ist primär eine Findliste, die die betreffenden Artikel der Wikipedia erschließen soll, sekundär auch eine Arbeitsliste, die über den Zugang über das Kategoriensystem der Wikipedia hinausgeht.
Nicht aufgeführt werden im Allgemeinen Medailleure, über die mangels geeigneter Informationen kein Artikel für die Wikipedia geschrieben werden kann, das schließt diejenigen aus, die lediglich für Sammler innerhalb der Numismatik von Interesse und in deren Datenbanken, Spezialsammlungen, Verkaufs- oder Auktionskatalogen gelistet sind. Eine Vollständigkeit dieser Findliste wird nicht angestrebt.
Neueinträge, für die noch kein eigener Artikel existiert, sollten auf der Listendiskussionsseite vorgestellt und ihre Relevanz vorher begründet dargestellt werden.
Die Tabelle ist sortierbar nach Namen, nach Lebensdaten und nach Wirkungsdaten. Wenn z. B. keine genauen Lebensdaten bekannt sind, so sortiert der Eintrag nach dem Jahrhundert der Geburt. Die Daten der Wirkungszeit sind immer nach den jeweiligen Jahrhunderten geordnet, wodurch sich eine Epochengliederung erschließen lässt. Bei den roten Links (Artikel noch nicht vorhanden) sollte in der Spalte Bemerkungen immer eine Quelle für den ersten Einstieg angegeben sein.

## Liste
A
B
C
D
E
F
G
H
I
J
K
L
M
N
O
P
Q
R
S
T
U
V
W
X
Y
Z
| Name                                                                         | Lebensdaten                                                                             | Wirkungszeit                                                     | Land                                  | Bemerkung |
| ---------------------------------------------------------------------------- | --------------------------------------------------------------------------------------- | ---------------------------------------------------------------- | ------------------------------------- | --- |
| A                                                                            |                                                                                         |                                                                  |                                       | |
| Aarre Aaltonen                                                               | 1889 Pöytyä – 1980 Helsinki                                                             | 20. Jh.                                                          | Finnland                              | Entwurf der 500 Markkaa 1952 Münze für die Olympiade in Helsinki |
| Pieter van Abeele                                                            |                                                                                         | 17. Jh., 1640–1677                                               | Niederlande                           | |
| Alessandro Abondio                                                           | ca. 1570/80 – 1648                                                                      | 16. Jh.                                                          | Italien                               | |
| Antonio Abondio                                                              | 1538–1591                                                                               | 16. Jh.                                                          | Italien                               | |
| Abraham Abramson                                                             | 1754–1811                                                                               | 18. Jh.                                                          | Deutschland                           | |
| Jakob Abraham                                                                | 1723–1800                                                                               | 18. Jh.                                                          | Russland/Deutschland                  | |
| Wilhelm Achtenhagen                                                          | Vertreten auf der Deutschen Kunstausstellung 1906 in Köln                               | 20. Jh.                                                          | Deutschland                           | |
| Costantino Affer                                                             | 1906–1987                                                                               | 20. Jh.                                                          | Italien                               | |
| Vincenzo Agostini                                                            | als Medailleur tätig um 1534                                                            | 16. Jh.                                                          | Italien                               | Beleg: |
| Giovanni Guido Agrippa                                                       |                                                                                         | 16. Jh., 1509–1519                                               | Italien                               | |
| Lea Ahlborn                                                                  | 1826–1897                                                                               | 19. Jh.                                                          | Schweden                              | |
| Leon Battista Alberti                                                        | 1404–1472                                                                               | 15. Jh.                                                          | Italien                               | |
| Karl Albiker                                                                 | 1878–1961                                                                               | 19. Jh., 20. Jh.                                                 | Deutschland                           | |
| Allen & Moore                                                                | Partnerschaft um 1844 – um 1855                                                         | 19. Jh.                                                          | Vereinigtes Königreich                | Beleg: |
| Joseph John Allen                                                            | um 1824–1878                                                                            | 19. Jh.                                                          | Vereinigtes Königreich                | Beleg: |
| Henri Allouard                                                               | um 1844 Paris – 1929 ebenda                                                             | 19. Jh., 20. Jh.                                                 | Frankreich                            | |
| Marcelino Norte de Almeida                                                   | 1906 Lissabon – 1995                                                                    | 20. Jh.                                                          | Portugal                              | Beleg: |
| José Simões de Almeida (Sobrinho)                                            | 1880 Figueiró dos Vinhos – 1950 Lissabon                                                | 19. Jh.; 20. Jh.                                                 | Portugal                              | Beleg: |
| Bernd Altenstein                                                             | * 1943                                                                                  | 20. Jh.                                                          | Deutschland                           | |
| Ernst August Altmann                                                         | um 1850 Melbourne – um 1920                                                             | 19. Jh., 20. Jh.                                                 | Australien                            | Beleg: |
| Charles Altorffer                                                            | 1809 Straßburg – 1887 Paris                                                             | 19. Jh.                                                          | Frankreich                            | Beleg: |
| Venâncio Pedro de Macedo Alves                                               | 1853 Lissabon – 1933                                                                    | 19. Jh., 20. Jh.                                                 | Portugal                              | Beleg: |
| Amadio da Milano                                                             | 1437 – um 1483                                                                          | 15. Jh.                                                          | Italien                               | |
| Adolph Amberg                                                                | 1874–1913                                                                               | 19. Jh., 20. Jh.                                                 | Deutschland                           | auch: Adolf Amberg |
| Samuel Ammon                                                                 | um 1590–1622                                                                            | 1611/13–1622                                                     | Polen-Litauen                         | eine Goldmünze wurde 2018 für 2,2 Millionen Dollar versteigert, als teuerster Münzverkauf bis dahin überhaupt |
| W. J. Amor                                                                   | 1860 England – nach 1947 Sydney, Australien                                             | 19. Jh., 20. Jh.                                                 | Australien                            | Beleg: |
| Richard Emil Amsler                                                          | 1859–1934                                                                               | 19. Jh., 20. Jh.                                                 | Schweiz                               | Beleg: |
| Démètre Anastase                                                             | 1909 Rucăr, Rumänien – 1984 Paris                                                       | 20. Jh.                                                          | Rumänien und Frankreich               | Beleg: |
| Helmut Andexlinger                                                           | * 1973                                                                                  | 20. Jh., 21. Jh.                                                 | Österreich                            | |
| Bertrand Andrieu                                                             | 1761–1822                                                                               | 18. Jh., 19. Jh.                                                 | Frankreich                            | Beleg: |
| Angelo di Pace                                                               |                                                                                         | 15. Jh., 1464–1471                                               | Italien                               | Dieser Eintrag ist nicht hinreichend mit Belegen (beispielsweise Einzelnachweisen ) ausgestattet. Angaben ohne ausreichenden Beleg könnten demnächst entfernt werden. Bitte hilf Wikipedia, indem du die Angaben recherchierst und gute Belege einfügst. Juni 2024 |
| Pietro Annigoni                                                              | 1910 Mailand – 1988 Florenz                                                             | 19. Jh.                                                          | Italien                               | Signatur: Cm. |
| Antonello della Moneta                                                       | Münze Venedig 1454–1484                                                                 | 15. Jh.                                                          | Italien                               | Beleg: |
| Antonio da Brescia                                                           |                                                                                         | 15. Jh., 16. Jh., 1485–1515                                      | Italien                               | |
| Cirillo Dell’Antonio                                                         | 1876–1971                                                                               | 20. Jh.                                                          | Deutschland                           | |
| Antonio di Christoforo da Firenze                                            |                                                                                         | 15. Jh., 1492–1499                                               | Italien                               | Beleg: |
| Antonio da Pisa                                                              |                                                                                         | 15. Jh., ca. 1461                                                | Italien                               | Beleg: |
| Heinrich Apel                                                                | 1935 Schwaneberg – 2020                                                                 | 20. Jh.                                                          | Deutschland                           | |
| Blagovest Georgiev Apostolov                                                 |                                                                                         | 20. Jh., 21. Jh.                                                 | Bulgarien                             | Beleg: |
| Agostino Ardenti                                                             |                                                                                         | 16. Jh.                                                          | Italien                               | Beleg: und offline |
| Bartolomeo Argenterio                                                        | † 1591                                                                                  | 16. Jh.                                                          | Italien                               | Beleg: |
| Heinrich Arld GmbH                                                           | Nürnberg 1861 gegründet von Andres Heinrich Arld                                        | 19. Jh., 20. Jh., 21. Jh.                                        | Deutschland                           | Aus den Metallmarken von einst wurden heute Automatenmünzen |
| Hans Arnold                                                                  | 1860–1913                                                                               | 19. Jh., 20. Jh.                                                 | Deutschland                           | auch: Hans Arnoldt |
| Walter Arnold                                                                | 1909–1979                                                                               | 20. Jh.                                                          | Deutschland                           | |
| Mark Aron                                                                    | 1910–1990                                                                               | 20. Jh.                                                          | USA                                   | Beleg: |
| Maestro Arsenio                                                              |                                                                                         | 16. Jh., 1554–1556                                               | Griechenland/Italien                  | |
| Arthus-Bertrand                                                              | Prägeanstalt gegründet 1803 unter Napoleon I                                            | 19. Jh., 20. Jh., 21. Jh.                                        | Frankreich                            | Beleg: |
| Alessandro Astesano                                                          | tätig in Savoyen und Italien von 1599 bis nach 1631                                     | 16. Jh., 17. Jh.                                                 | Italien                               | Beleg: offline |
| Horst Auer                                                                   | 1934–2007                                                                               | 20. Jh.                                                          | Deutschland                           | |
| Henri Auguste                                                                | 1759–1816                                                                               | 18. Jh., 19. Jh.                                                 | Frankreich                            | Beleg: |
| Józef Aumiller                                                               | 1892 Warschau – 1816 Filehne, Polen                                                     | 20. Jh.                                                          | Polen                                 | Signatur: J A |
| Oskar Aurich                                                                 | 1877–1968                                                                               | 20. Jh.                                                          | Deutschland                           | |
| Caspar Ayrer                                                                 | Münzmeister in Frankfurt am Main 1618-1625, † 1636 ebenda                               | 17. Jh.                                                          | Deutschland                           | Signatur: Æ |
| B                                                                            |                                                                                         |                                                                  |                                       | |
| Rudolf Bachmann                                                              | 1877–1933 Wien                                                                          | 20. Jh.                                                          | Österreich                            | |
| Eva Backofen                                                                 | * 1949 Meißen                                                                           | 21. Jh.                                                          | Deutschland                           | |
| Jules Baetes                                                                 | 1861–1937 Antwerpen                                                                     | 19. Jh., 20. Jh.                                                 | Belgien                               | Beleg: |
| Herman Adriaan van den Wall Bake                                             | 1809 Zutphen – 1874 Utrecht                                                             | 19. Jh.                                                          | Niederlande                           | Münzmeister in Amsterdam 1846–1874 |
| Hugo Laurens Adriaan van den Wall Bake                                       | 1856 Utrecht – 1909 Arnheim                                                             | 19. Jh., 20. Jh.                                                 | Niederlande                           | Münzmeister in Utrecht 1887–1909 |
| Alexander Wassiljewitsch Baklanow                                            | * 1954 Shishkina, Tyumen Oblast                                                         | 20. Jh., 21. Jh.                                                 | Russland                              | Beleg: |
| Othemar Balbach                                                              | 1810 Karlsruhe – 1897 ebenda                                                            | 19. Jh.                                                          | Deutschland                           | Beleg: |
| Richard W. Baldwin                                                           | 1921–2012                                                                               | 20. Jh., 21. Jh.                                                 | USA                                   | Beleg: |
| Conrad Balmberger                                                            | * 1838 Stein bei Nürnberg                                                               | 19. Jh.                                                          | Deutschland                           | Beleg: |
| Jaime Martins Barata                                                         | 1899–1970                                                                               | 20. Jh.                                                          | Portugal                              | |
| Charles Edward Barber                                                        | 1840 London – 1917 Philadelphia                                                         | 19. Jh., 20. Jh.                                                 | USA                                   | 6. United States Mint Chief Engraver |
| William Barber                                                               | 1807 London – 1879 Philadelphia                                                         | 19. Jh.                                                          | USA                                   | 5. United States Mint Chief Engraver |
| Ludwig Heinrich Barbiez                                                      | 1712–1754 Berlin                                                                        | 18. Jh.                                                          | Deutschland                           | Beleg: |
| Max Barduleck                                                                | 1846–1923                                                                               | 19. Jh., 20. Jh.                                                 | Deutschland                           | Signatur: M.B. |
| Ernst Barlach                                                                | 1870–1938                                                                               | 19. Jh., 20. Jh.                                                 | Deutschland                           | |
| Roger B. Baron                                                               | 1907 Paris – 1994 Lalizolle, Allier                                                     | 20. Jh.                                                          | Frankreich                            | Beleg: |
| Albert-Désiré Barre                                                          | 1818 Paris – 1878 Paris                                                                 | 19. Jh.                                                          | Frankreich                            | Beleg: |
| Jean Auguste Barre                                                           | 1811 Paris – 1896 ebenda                                                                | 19. Jh.                                                          | Frankreich                            | Ältester Sohn von Jean Jacques Barre |
| Jean Jacques Barre                                                           | 1793 Paris – 1855 Paris                                                                 | 19. Jh.                                                          | Frankreich                            | Beleg: |
| François Barth                                                               | Luxemburger Graveur unter Wilhelm III von 1840 bis nach 1890                            | 19. Jh., 20. Jh.                                                 | Luxemburg                             | Barth-Wahl ist ungenau. |
| Juan (Johann) Barth                                                          | 1847–1864 Ensayador bei der Casa de Moneda San José.                                    | 19. Jh.                                                          | Costa Rica                            | Signatur: J.B. |
| Günther Baszel                                                               | 1902–1973                                                                               | 20. Jh.                                                          | Österreich                            | |
| René Baudichon                                                               | 1878 Tours, Indre-et-Loire – 1963 Paris                                                 | 20. Jh.                                                          | Frankreich                            | Beleg: |
| Elisabeth Baumeister-Bühler                                                  | 1912–2000                                                                               | 20. Jh.                                                          | Deutschland                           | |
| Lucien Georges Bazor                                                         | 1889 Paris – 1974                                                                       | 20. Jh.                                                          | Frankreich                            | Signatur: LB (Monogramm) |
| Chester Beach                                                                | 1881–1956                                                                               | 19. Jh., 20. Jh.                                                 | USA                                   | Beleg: |
| Hugo Emanuel Becher                                                          | 1871–1942                                                                               | 19. Jh., 20. Jh.                                                 | Deutschland                           | |
| Theo Bechteler                                                               | 1903–1993                                                                               | 20. Jh.                                                          | Deutschland                           | |
| Egon Beckenbauer                                                             | 1913–1999                                                                               | 20. Jh.                                                          | Deutschland                           | Beleg: |
| Carl Wilhelm Becker                                                          | 1771 Speyer – 1830 Bad Homburg                                                          | 18. Jh., 19. Jh.                                                 | Deutschland                           | |
| Edmond Henri Becker                                                          | 1871–1971                                                                               | 19. Jh., 20. Jh.                                                 | Frankreich                            | Beleg: |
| Hans Becker                                                                  | 1623 Braunschweig – 1693 Zellerfeld (Harz)                                              | 17. Jh.                                                          | Deutschland                           | Beleg: |
| Hugo Becker                                                                  | 1887–1960                                                                               | 20. Jh.                                                          | Deutschland                           | (4. Mai 1887 bis 4. September 1960) Beleg: |
| Erna Becker-Kahns                                                            | 1895 Köln – 1978 Münster                                                                | 20. Jh.                                                          | Deutschland                           | Signatur: EBK |
| Robert Bednorz                                                               | 1882–1973                                                                               | 20. Jh.                                                          | Deutschland                           | |
| Reinhold Begas                                                               | 1831–1911                                                                               | 19. Jh., 20. Jh.                                                 | Deutschland                           | |
| Werner Begas                                                                 | 1872 Berlin – 1927 ebenda                                                               | 19. Jh., 20. Jh.                                                 | Deutschland                           | Beleg: |
| Fritz Behn                                                                   | 1878–1970                                                                               | 20. Jh.                                                          | Deutschland                           | |
| Volker Beier                                                                 | 1943 Chemnitz – 2023                                                                    | 20. Jh., 21. Jh.                                                 | Deutschland                           | |
| Adolf Belada                                                                 | tätig als Graveur um 1880 – nach 1914 in Wien                                           | 19. Jh., 20. Jh.                                                 | Österreich                            | Beleg: |
| Varrone Belferdino                                                           |                                                                                         | 15. Jh., ca. 1445–1457                                           | Italien                               | Beleg: |
| Bartolomeo Bellano                                                           | um 1435–1497                                                                            | 15. Jh.                                                          | Italien                               | |
| Gentile Bellini                                                              | 1429–1507                                                                               | 15. Jh.                                                          | Italien                               | |
| Abram Belskie                                                                | um 1907–1988                                                                            | 20. Jh.                                                          | USA                                   | Beleg: |
| Johann Belz                                                                  | 1873–1957                                                                               | 20. Jh.                                                          | Deutschland                           | |
| Raoul René Alphonse Benard                                                   | 1881–1961                                                                               | 19. Jh., 20. Jh.                                                 | Frankreich                            | Schüler von Chaplain |
| Donnino Bentelli                                                             | 1807–1885                                                                               | 19. Jh.                                                          | Italien                               | Beleg: und offline |
| Lajos Berán                                                                  | 1882–1943                                                                               | 20. Jh.                                                          | Ungarn                                | Beleg: |
| Theodoor Victor van Berckel                                                  | 1739 Bois-le-Duc – 1808 ebenda                                                          | 18. Jh.                                                          | Niederlande                           | Beleg: |
| Gertrud Bergmann                                                             | 1910–1985                                                                               | 20. Jh.                                                          | Deutschland                           | Beleg: |
| Oscar Bergmann                                                               | 1837 Breslau – 1901 Hamburg                                                             | 19. Jh., 20. Jh.                                                 | Deutschland                           | Beleg: |
| Thomas Bernard                                                               | 1650 Paris – 1713 ebenda                                                                | 17. Jh., 18. Jh.                                                 | Frankreich                            | Signatur: Monogramm TB |
| Giovanni Desiderio Bernardi                                                  | 1496–1553                                                                               | 16. Jh.                                                          | Italien                               | Beleg: |
| Josef Bernhart                                                               | 1883–1967                                                                               | 20. Jh.                                                          | Deutschland                           | (31. Oktober 1883 bis 29. Mai 1967) |
| Reginald George James Berry                                                  | 1906–1979                                                                               | 20. Jh.                                                          | Neuseeland                            | |
| Antonio Berti                                                                | 1904–1990                                                                               | 20. Jh.                                                          | Italien                               | |
| Axel Bertram                                                                 | 1936–2019                                                                               | 20. Jh.                                                          | Deutschland                           | |
| Arthus Bertrand                                                              | gegründet 1803 in Paris                                                                 | 19. Jh., 20. Jh., 21. Jh.                                        | Frankreich                            | Beleg: |
| Bertoldo di Giovanni                                                         | um 1435–1491                                                                            | 15. Jh.                                                          | Italien                               | |
| Hugo Berwald                                                                 | 1863–1937                                                                               | 19. Jh., 20. Jh.                                                 | Deutschland                           | |
| Costache Bassarab                                                            | Anfang 20. Jh. Medailleur rumänischer Kursmünzen                                        | 20. Jh.                                                          | Rumänien                              | Beleg: |
| G. Loos Berliner Medaillen-Münze                                             | gegründet 1819 von Gottfried Bernhard Loos                                              | 19. Jh.                                                          | Deutschland                           | Signatur: G. LOOS |
| Balthasar Johann Bethmann                                                    | 1679 Braunschweig – 1738 Regensburg                                                     | 17. Jh., 18. Jh.                                                 | Deutschland                           | Münzmeister in Darmstadt 1706–1734. Signatur: B·I·B |
| Joseph Beuys                                                                 | 1921–1986                                                                               | 20. Jh.                                                          | Deutschland                           | |
| Münzanstalt Georg Beyenbach                                                  | 1888 Wiesbaden – 1912                                                                   | 19. Jh., 20. Jh.                                                 | Deutschland                           | Signaturen: B und G.B.WIESB. |
| Friedrich Ludwig Beyerhaus                                                   | 1792–1872                                                                               | 19. Jh.                                                          | Deutschland                           | auch fälschlich „Beverhaus“ |
| Eduard Maximilian Beyrer                                                     | 1866–1934                                                                               | 19. Jh., 20. Jh.                                                 | Deutschland                           | Beleg: |
| Roger Bezombes                                                               | 1913–1994                                                                               | 20. Jh.                                                          | Frankreich                            | Beleg: |
| Francesco Bianchi                                                            | 1842–1918                                                                               | 19. Jh., 20. Jh.                                                 | Italien                               | Beleg: |
| Hans Biener                                                                  | Münzmeister in Dresden, 1556–1604                                                       | 16. Jh., 17. Jh.                                                 | Deutschland                           | Signatur: HB Monogramm |
| Bino Bini                                                                    | 1916 Florenz – 2007 Florenz                                                             | 20. Jh., 21. Jh.                                                 | Italien                               | Beleg: |
| Richard Biringer                                                             | 1877–1947                                                                               | 19. Jh., 20. Jh.                                                 | Deutschland                           | |
| August Blaesi                                                                | 1903 Stans – 1979 Luzern                                                                | 20. Jh.                                                          | Schweiz                               | Beleg: |
| Dudley Moore Blakely                                                         | 1902 Harriman, Roane County, Tennessee – 1982 St. Simons Island in Georgia              | 20. Jh.                                                          | USA, Königreich Tonga                 | Designer vieler Münzen von Tonga, Signatur D B |
| William Henry James Blakemore                                                | 1871 Birmingham, West Midlands – 1945 Croydon, South London                             | 19. Jh., 20. Jh.                                                 | Vereinigtes Königreich                | Beleg: |
| Franz Blazek                                                                 | 1887–1941                                                                               | 20. Jh.                                                          | Deutschland                           | Österreicher, in Wien geboren. |
| Bernhard Bleeker                                                             | 1881–1968                                                                               | 20. Jh.                                                          | Deutschland                           | |
| Édouard Pierre Blin                                                          | 1877 Chartres – 1946 Paris                                                              | 20. Jh.                                                          | Frankreich                            | Beleg: |
| André Bloc                                                                   | * 1908                                                                                  | 20. Jh.                                                          | Frankreich                            | Dieser Eintrag ist nicht hinreichend mit Belegen (beispielsweise Einzelnachweisen ) ausgestattet. Angaben ohne ausreichenden Beleg könnten demnächst entfernt werden. Bitte hilf Wikipedia, indem du die Angaben recherchierst und gute Belege einfügst. Juni 2024 |
| Michel Eugène Blondelet                                                      | 1840–1929                                                                               | 19. Jh., 20. Jh.                                                 | Frankreich                            | Beleg: |
| Johann Blum                                                                  | 1599–1699                                                                               | 17. Jh.                                                          | Deutschland                           | |
| Anita Blum-Paulmichl                                                         | 1911–1981                                                                               | 20. Jh.                                                          | Deutschland                           | |
| Michael Blümelhuber                                                          | 1865–1936                                                                               | 19. Jh., 20. Jh.                                                 | Österreich                            | |
| William Rose Bock                                                            | 1847 Hobart, Tasmanien – 1932 Wellington, Neuseeland                                    | 19. Jh., 20. Jh.                                                 | Neuseeland                            | Beleg: |
| Floriano Bodini                                                              | 1933–2005                                                                               | 20. Jh.                                                          | Italien                               | |
| Kurt Bodlak                                                                  | 1924–2017                                                                               | 20. Jh.                                                          | Österreich                            | |
| Johannes Boese                                                               | 1856–1917                                                                               | 19. Jh., 20. Jh.                                                 | Deutschland                           | |
| György Bognár                                                                | * 1944 Budapest                                                                         | 20. Jh., 21. Jh.                                                 | Ungarn                                | Signatur: BGY |
| Ernst Böhm                                                                   | 1890–1963                                                                               | 20. Jh.                                                          | Deutschland                           | |
| Joseph Daniel Böhm                                                           | 1794–1865                                                                               | 19. Jh.                                                          | Österreich                            | |
| Joseph Boehm                                                                 | 1834–1890                                                                               | 19. Jh.                                                          | Österreich und England                | |
| Ulrich Böhme                                                                 | * 1936                                                                                  | 20. Jh.                                                          | Deutschland                           | |
| Giovanni Boldù                                                               | † vor 1477                                                                              | 15. Jh.                                                          | Italien                               | |
| Hans Bolsterer                                                               |                                                                                         | 16. Jh., tätig ca. 1540–1573                                     | Deutschland                           | |
| Johann Heinrich Boltschauser                                                 | 1754–1812                                                                               | 18. Jh., 19. Jh.                                                 | Schweiz & Deutschland                 | Beleg: |
| Pier Jacopo Alari Bonacolsi, gen. l’Antico de Mantua                         | 1460–1528                                                                               | 15. Jh., 16. Jh.                                                 | Italien                               | |
| Heinrich Bonhorst                                                            | 1643–1711                                                                               | 17. Jh., 18. Jh.                                                 | Deutschland                           | |
| Heinrich Christoph Bonhorst                                                  | 1683–1725                                                                               | 17. Jh., 18. Jh.                                                 | Deutschland                           | |
| Johann Bonhorst                                                              | 1650 Münzmeister in Gotha                                                               | 17. Jh.                                                          | Deutschland                           | Signatur: I.B. |
| Egidio Boninsegna                                                            | 1868 Mailand –1929 ebenda                                                               | 19. Jh., 20. Jh.                                                 | Italien                               | Signatur: EB (Monogramm) MOD |
| Gerlinde Böhnisch-Metzmacher                                                 | *1936                                                                                   | 20. Jh., 21. Jh.                                                 | Deutschland                           | Beleg: |
| Armand Bonnetain                                                             | 1883 Brüssel – 1973 ebenda                                                              | 19. Jh., 20. Jh.                                                 | Belgien                               | Signatur: A. B. |
| Giovanni Giacomo Bonzagna                                                    | 1507–1565                                                                               | 16. Jh.                                                          | Italien                               | Beleg: |
| Giovanni Federigo Bonzagna, gen. Frederigo Parmense oder Friedrich von Parma | 1508–1588                                                                               | 16. Jh.                                                          | Italien                               | Signatur: F· P· |
| Alasia Borghese                                                              | * 1926 Sezzadio                                                                         | 20. Jh.                                                          | Belgien                               | |
| Francisco de Borja Freire                                                    | 1790–1869                                                                               | 19. Jh.                                                          | Portugal                              | Beleg: |
| Emil Paul Börner                                                             | 1888–1970                                                                               | 20. Jh.                                                          | Deutschland                           | |
| Alfred Borrel                                                                | 1836–1927                                                                               | 19. Jh., 20. Jh.                                                 | Frankreich                            | |
| Maurice Valentin Borrel                                                      | 1804–1882                                                                               | 19. Jh.                                                          | Frankreich                            | |
| Alois Börsch                                                                 | 1855 Schwäbisch Gmünd – 1923 München                                                    | 19. Jh., 20. Jh.                                                 | Deutschland                           | Beleg: |
| Miklós Borsos                                                                | 1906–1990                                                                               | 20. Jh.                                                          | Ungarn                                | Beleg: |
| August Bösch                                                                 | 1857–1911                                                                               | 19. Jh., 20. Jh.                                                 | Schweiz                               | |
| Jan Boskam                                                                   |                                                                                         | 17. Jh., 18. Jh., 16?? – nach 1708                               | Niederlande                           | bis 1703 in Amsterdam, bis 1706 in Berlin. Beleg: |
| Rudolf Bosselt                                                               | 1871–1938                                                                               | 19. Jh., 20. Jh.                                                 | Deutschland                           | |
| Louis Alexandre Bottée                                                       | 1852–1940                                                                               | 19. Jh., 20. Jh.                                                 | Frankreich                            | Beleg: und offline. |
| Matthew Boulton                                                              | 1728–1809                                                                               | 18. Jh., 19. Jh.                                                 | Vereinigtes Königreich                | Signatur: M.B.SOHO |
| Louis Maximilien Bourgeois                                                   | 1839 Paris – 1901 Sèvres                                                                | 19. Jh., 20. Jh.                                                 | Frankreich                            | Beleg: |
| Antoine Bovy                                                                 | 1795–1877                                                                               | 19. Jh.                                                          | Schweiz                               | |
| Hugues Bovy                                                                  | 1841–1903                                                                               | 19. Jh.                                                          | Schweiz                               | Beleg: |
| George Bowers                                                                |                                                                                         | 17. Jh., 1650–1690                                               | Vereinigtes Königreich                | Beleg: |
| Severin Brachmann                                                            | tätig 1560–1590 in Breslau, Graz, Prag und Wien                                         | 16. Jh.                                                          | Österreich                            | Beleg:Offline. |
| Joseph Pierre Braemt                                                         | 1796 Ghent – 1864 Brüssel                                                               | 19. Jh.                                                          | Belgien                               | Beleg: |
| Ferdinand von Brakenhausen                                                   | 1835–1895                                                                               | 19. Jh.                                                          | Deutschland                           | Beleg: |
| Fernando Branco                                                              | * 1930 Lissabon                                                                         | 20. Jh., 21. Jh.                                                 | Portugal                              | Beleg: |
| Hans Brandenberger                                                           | 1912 Sumbawa, Indonesien – 2003 Zürich                                                  | 20. Jh., 21. Jh.                                                 | Schweiz                               | Beleg: |
| Henri François Brandt                                                        | 1789 La Chaux-de-Fonds – 1845 Berlin                                                    | 19. Jh.                                                          | Schweiz/Deutschland                   | Beleg: |
| Brassaï (bürgerlich Gyula Halász)                                            | 1899–1984                                                                               | 20. Jh.                                                          | Ungarn und Frankreich                 | |
| Anna Maria Braun                                                             | 1642–1713                                                                               | 17. Jh., 18. Jh.                                                 | Deutschland                           | |
| Gustav Adolf Bredow                                                          | 1875–1950                                                                               | 19. Jh., 20. Jh.                                                 | Deutschland                           | |
| Heinrich Friedrich Brehmer                                                   | 1815–1889                                                                               | 19. Jh., 1846–1878                                               | Deutschland                           | |
| Peter Breithut                                                               | 1869 Krems – 1930 Mannheim                                                              | 19. Jh., 20. Jh.                                                 | Österreich                            | Beleg: |
| Arno Breker                                                                  | 1900–1991                                                                               | 20. Jh.                                                          | Deutschland                           | |
| Nicolas Guy Antoine Brenet                                                   | 1773–1846                                                                               | 19. Jh.                                                          | Frankreich                            | Beleg: |
| Friedrich Brenner                                                            | * 1939 Augsburg                                                                         | 20. Jh.                                                          | Deutschland                           | |
| Victor David Brenner                                                         | 1871 Šiauliai, Litauen – 1924 New York                                                  | 19. Jh., 20. Jh.                                                 | Litauen und USA                       | Beleg |
| Peter Breuer                                                                 | 1856–1930                                                                               | 19. Jh., 20. Jh.                                                 | Deutschland                           | |
| Tadeusz Breyer                                                               | 1874–1952                                                                               | 19. Jh., 20. Jh.                                                 | Polen                                 | Beleg: |
| Auguste Charles Brichaut                                                     | 1836 Brüssel – 1897 Paris                                                               | 19. Jh.                                                          | Belgien und Frankreich                | Beleg: |
| Patrick Brindley                                                             | - 1989 Ottawa                                                                           | 20. Jh.                                                          | Kanada                                | Chief engraver Royal Canadian Mint, Signatur: B |
| Andrea Briosco, gen. Riccio                                                  | um 1470–1532                                                                            | 15. Jh., 16. Jh.                                                 | Italien                               | |
| Nicolas Briot                                                                | 1579 Damblain – 1646 London                                                             | 16. Jh., 17. Jh.                                                 | Frankreich                            | Beleg: |
| Robert Henry Britten                                                         | 1832–1882 Lima, Peru                                                                    | 19. Jh.                                                          | Vereinigtes Königreich und Peru       | Beleg: |
| Thomas Brock                                                                 | 1847–1922                                                                               | 19. Jh., 20. Jh.                                                 | Vereinigtes Königreich                | Beleg: |
| Hilde Broër                                                                  | 1904–1987                                                                               | 20. Jh.                                                          | Deutschland                           | |
| Francesco Broggi                                                             | † 1857                                                                                  | 19. Jh., 1838–1850                                               | Italien                               | Beleg: |
| Bodo Broschat                                                                | * 1959                                                                                  | 20. Jh.                                                          | Deutschland                           | |
| Ruth (Ryth) Brouwer                                                          | * 1930 Antwerpen                                                                        | 20. Jh.                                                          | Belgien & Niederlande                 | Beleg: |
| William Brown                                                                | 1748 – 1825 London                                                                      | 18. Jh., 19. Jh.                                                 | Vereinigtes Königreich                | Beleg: |
| Manfred Brück                                                                | * 1931 Eschweiler bei Aachen                                                            | 20. Jh., 21. Jh.                                                 | Deutschland                           | Beleg: Künstler der Carl-Schurz-Medaille |
| Horst Brühmann                                                               | 1942–2014                                                                               | 20. Jh.                                                          | Deutschland                           | |
| Martin Brunner                                                               | 1659–1725                                                                               | 17. Jh., 18. Jh.                                                 | Deutschland                           | Beleg: Signatur: MB |
| Emil Henrik Brusewitz                                                        | 1840 Göteborg – 1908 Stockholm                                                          | 19. Jh., 20. Jh.                                                 | Schweden                              | Signatur: E.B. |
| Adolf Brütt                                                                  | 1855–1939                                                                               | 19. Jh., 20. Jh.                                                 | Deutschland                           | |
| Harry Maximilian Buchberger                                                  | 1923–2013                                                                               | 20. Jh., 21. Jh.                                                 | Deutschland                           | |
| Hans Bulling                                                                 | 1868–1932                                                                               | 19. Jh., 20. Jh.                                                 | Deutschland                           | (* 12. September 1868 in Schwäbisch Gmünd; † 18. August 1932 in Bremen) Beleg: |
| Johann Georg Bunsen                                                          | 1766–1833                                                                               | 18. Jh., 19. Jh.                                                 | Deutschland                           | Signatur: „B * H“ |
| Philipp Christian Bunsen                                                     | 1729–1790                                                                               | 18. Jh.                                                          | Deutschland                           | Signatur: P.C.B. |
| Gérard Buquoy                                                                | *1944                                                                                   | 20. Jh., 21. Jh.                                                 | Frankreich                            | Beleg: |
| Hans Karl Burgeff                                                            | 1928–2005                                                                               | 20. Jh.                                                          | Deutschland                           | |
| Carl Burger                                                                  | 1875–1950                                                                               | 19. Jh., 20. Jh.                                                 | Deutschland                           | |
| Ludwig Burger                                                                | 1825–1884                                                                               | 19. Jh.                                                          | Deutschland                           | |
| Sophie Burger-Hartmann                                                       | 1868 München – 1940                                                                     | 19. Jh., 20. Jh.                                                 | Deutschland                           | Beleg: |
| Benedikt Burkhart                                                            |                                                                                         | tätig in Innsbruck 1496–1508 und an der Münzstätte Hall in Tirol | Deutschland                           | Beleg: |
| Georg Christoph Busch                                                        | † 1811                                                                                  | 18. Jh., 19. Jh.                                                 | Deutschland                           | Münzmeister in Regensburg 1773–1811. Signaturen: B oder C.B. |
| Johann Christoph Busch                                                       | Münzmeister in Regensburg 1741–1766                                                     | 18. Jh.                                                          | Deutschland                           | Signatur: I.C.B. |
| Gustav Julius Buschick                                                       | 1815 Zschopau – 1897 Dresden                                                            | 19. Jh.                                                          | Deutschland                           | Münzmeister in Dresden, Signatur: B |
| C                                                                            |                                                                                         |                                                                  |                                       | |
| Fernando Calicó Rebull                                                       | 1909–1999                                                                               | 20. Jh.                                                          | Spanien                               | auch: Ferran Calicó Rebull † 25. März 1999 Barcelona, katalanische Numismatikerfamilie |
| Andrea Cambi [1]                                                             |                                                                                         | 16. Jh., ca. 1560                                                | Italien                               | Familie wurde auch Bombarda genannt |
| Andrea Cambi [2]                                                             |                                                                                         | 17. Jh., ca. 1676–1700                                           | Italien                               | Dieser Eintrag ist nicht hinreichend mit Belegen (beispielsweise Einzelnachweisen ) ausgestattet. Angaben ohne ausreichenden Beleg könnten demnächst entfernt werden. Bitte hilf Wikipedia, indem du die Angaben recherchierst und gute Belege einfügst. Juni 2024 |
| Giovanni Battista Cambi                                                      |                                                                                         | 16. Jh., ca. 1560–1582                                           | Italien                               | Familie wurde auch Bombarda genannt; Beleg: |
| Jean-Marie Camus                                                             | 1877–1955                                                                               | 19. Jh., 20. Jh.                                                 | Frankreich                            | Beleg: |
| Giovanni di Candida                                                          | um 1445–1499                                                                            | 15. Jh.                                                          | Italien                               | |
| Pietro Canonica                                                              | 1869–1959                                                                               | 20. Jh.                                                          | Italien                               | |
| Antonio Canova                                                               | 1757–1822                                                                               | 18. Jh., 19. Jh.                                                 | Italien                               | zu seinen Ehren wurden zahlreiche Medaillen geschlagen |
| Angelo Cappuccio                                                             | 1855 Mailand – 1918                                                                     | 19. Jh., 20. Jh.                                                 | Italien                               | Signatur: AC. (Monogramm) |
| Armand Auguste Caqué                                                         | 1793 Saintes – 1881 Paris                                                               | 19. Jh.                                                          | Frankreich                            | Beleg: |
| Caradosso eigentlich Cristoforo Foppa, auch Ambrogio Foppa                   | * 1445 oder 1452; † 1527                                                                | 15. Jh., 16. Jh.                                                 | Italien                               | |
| Giovanni Giacomo Caraglio                                                    | um 1500–1570                                                                            | 16. Jh.                                                          | Italien                               | |
| Antonio da Caravaggio                                                        |                                                                                         | tätig in Caravaggio bei Bergamo, Mailand und Rom 1464–1475       | Italien                               | Beleg: Offline. |
| Claude Cardot                                                                | * 1934 Saint-Etienne -                                                                  | 20. Jh., 21. Jh.                                                 | Frankreich                            | Signatur: C. Cardot |
| Gösta Carell                                                                 | 1888–1962                                                                               | 20. Jh.                                                          | Schweden                              | Beleg: |
| Lucien Jean Henri Cariat                                                     | 1874–1925                                                                               | 19. Jh., 20. Jh.                                                 | Frankreich                            | Beleg: |
| Matthäus Carl                                                                | um 1550–1609                                                                            | 16. Jh.                                                          | Deutschland                           | auch: Mathias Carl |
| Isabel Carriço                                                               | * 1943 Coimbra, Portugal                                                                | 20. Jh., 21. Jh.                                                 | Portugal                              | Beleg: |
| Francis Cartaux                                                              | aktiv in Paris vom Ende des 19. Jh. bis in das 20. Jh.                                  | 19. Jh., 20. Jh.                                                 | Frankreich                            | Beleg: |
| Felice Antonio Casoni                                                        | 1559–1634                                                                               | 16. Jh., 17. Jh.                                                 | Italien                               | Beleg: |
| Maria Angela Cassol                                                          | * 1956 Nettuno, Provinz Rom                                                             | 20. Jh., 21. Jh.                                                 | Italien                               | Signatur: MAC |
| Begoña Castellanos Garcia                                                    | * 1967                                                                                  | 20. Jh., 21. Jh.                                                 | Spanien                               | Designerin der ersten spanischen Euromünzen |
| Giannino Castiglioni                                                         | * 1884 Mailand, Italien; † 1971 Lierna, Como                                            | 20. Jh.                                                          | Italien                               | |
| Vincenzo Catenacci                                                           | 1786–1855                                                                               | 19. Jh.                                                          | Italien                               | Beleg: |
| Danese Cattaneo                                                              | 1510 Carrara – 1572 Padua                                                               | 16. Jh.                                                          | Italien                               | Beleg: |
| Stanislaus Cauer                                                             | 1867–1943                                                                               | 19. Jh., 20. Jh.                                                 | Deutschland                           | Künstlerfamilie, bekanntes Werk: Schillerdenkmal in Königsberg |
| François Augustin Caunois                                                    | 1787–1859                                                                               | 18. Jh.                                                          | Frankreich                            | [ 216 ] [ 217 ] |
| Niccolò Cavallerino della Mirandola                                          |                                                                                         | 16. Jh., 1523–1546                                               | Italien                               | auch: Girolamo Cavallerino (?), Beleg: |
| Gian Marco Cavalli                                                           | vor 1454–1508                                                                           | 15. Jh., 16. Jh.                                                 | Italien                               | auch: Giovanni Marco Cavalli, Beleg: |
| Giovanni Cavino                                                              | 1500–1570                                                                               | 16. Jh.                                                          | Italien                               | |
| Paul Cederberg                                                               | 1932 Toronto – 2014 Ottawa                                                              | 20. Jh., 21. Jh.                                                 | Kanada                                | Signatur: PC |
| Benvenuto Cellini                                                            | 1500–1571                                                                               | 16. Jh.                                                          | Italien                               | |
| Giuseppe Cerbara                                                             | 1770–1856                                                                               | 18. Jh., 19. Jh.                                                 | Italien                               | Bruder des Niccolò Cerbara. Beleg: |
| Niccolò Cerbara                                                              | 1793–1869                                                                               | 19. Jh.                                                          | Italien                               | Bruder des Giuseppe Cerbara. Beleg: |
| Josef Cesar                                                                  | 1814–1876                                                                               | 19. Jh.                                                          | Österreich                            | |
| Alessandro Cesati, gen. Greco, il Grechetto                                  | * Anfang 16. Jh.                                                                        | 16. Jh.                                                          | Italien                               | fälschlich: Cesari. Beleg: |
| Jules Clément Chaplain                                                       | 1839 Mortagne-au-Perche, Orne –1909 Paris                                               | 19. Jh., 20. Jh.                                                 | Frankreich                            | Beleg: |
| Henri Chapu                                                                  | 1833–1891                                                                               | 19. Jh.                                                          | Frankreich                            | |
| Alexandre Charpentier                                                        | 1856–1909                                                                               | 19. Jh., 20. Jh.                                                 | Frankreich                            | |
| Charles Jean François Chéron                                                 | 1635–1698                                                                               | 17. Jh.                                                          | Frankreich                            | kurz: François Chéron. Beleg: |
| František Chochola                                                           | * 1943                                                                                  | 20. Jh., 21. Jh.                                                 | Deutschland                           | |
| Fritz Christ                                                                 | 1866–1906                                                                               | 19. Jh.                                                          | Deutschland                           | |
| Paul Gottfried Christaller                                                   | 1860–1950                                                                               | 19. Jh., 20. Jh.                                                 | Deutschland                           | |
| Jeremias Christensen                                                         | 1859–1908                                                                               | 19. Jh., 20. Jh.                                                 | Deutschland                           | |
| Josef Christian Chistlbauer                                                  | 1827 Zuderschlag (Cudrovice) – 1897 Prachatitz (Prachatice), Südwest-Böhmen, Tschechien | 19. Jh.                                                          | Österreich                            | Beleg: |
| Bronisław Chromy                                                             | 1925–2017                                                                               | 20. Jh.                                                          | Polen                                 | |
| Johann Friedrich Konrad Claus                                                | Münzgraveur in Hannover 1762–1811                                                       | 18. Jh., 19. Jh.                                                 | Deutschland                           | Signatur: * C * |
| Julianus Eberhard Volkmar Claus                                              | Münzmeister in Stolberg 1758-1765; Münzdirektor in Erfurt 1799-1801                     | 18. Jh., 19. Jh.                                                 | Deutschland                           | Beleg: |
| Clemente da Urbino                                                           |                                                                                         | 15. Jh., 1468                                                    | Italien                               | Beleg: und offline. |
| Oscar de Clerck                                                              | 1892–1968                                                                               | 20. Jh.                                                          | Belgien                               | Beleg: |
| Robert Cochet                                                                | 1903 Paris – 1988                                                                       | 20. Jh.                                                          | Frankreich                            | Beleg: |
| Romain Coenen                                                                | * 1947 Asse, Belgien                                                                    | 20. Jh., 21. Jh.                                                 | Belgien                               | Münzmeister Monnaie royale de Belgique 1987–2009. Signatur: Waage |
| Maria Carmela Colaneri                                                       | * 1963 Rom                                                                              | 20. Jh., 21. Jh.                                                 | Italien                               | |
| Edward Geoffrey Brian Colley                                                 | * 1934 Gillingham, Kent                                                                 | 20. Jh., 21. Jh.                                                 | Vereinigtes Königreich                | Beleg: |
| Robert Maurice Conly                                                         | 1920–1995                                                                               | 20. Jh.                                                          | Neuseeland                            | |
| Harald Conradsen                                                             | 1817 Kopenhagen – 1905 ebenda                                                           | 19. Jh., 20. Jh.                                                 | Dänemark                              | Signatur: H·C |
| Johannes Conradsen                                                           | 1782 Vester Åby – 1856 Kopenhagen                                                       | 18. Jh., 19. Jh.                                                 | Dänemark                              | Signatur: I.C. |
| Francesco Corazzini                                                          |                                                                                         | 18. Jh., 1786?–1799?                                             | Italien                               | fälschlich: Coraccini. Beleg: |
| Raymond Corbin                                                               | 1907 Rochefort-sur-Mer – 2002 Boulogne-Billancourt (Hauts-de-Seine)                     | 20. Jh.; 21. Jh.                                                 | Frankreich                            | Beleg: |
| Giovanni delle Corniole                                                      | um 1470–1516                                                                            | 16. Jh.                                                          | Italien                               | Beleg: |
| Lodovico Corradini                                                           |                                                                                         | 15. Jh., 1472                                                    | Italien                               | auch: Coradini, Coradino. Beleg: |
| Luigi Cossa                                                                  | 1789–1867                                                                               | 18. Jh.                                                          | Italien                               | Beleg: |
| Costanzo                                                                     |                                                                                         | 15. Jh., 1481                                                    | Italien                               | Beleg: |
| Marie Alexandre Lucien Coudray                                               | 1864 Paris – 1932                                                                       | 19. Jh., 20. Jh.                                                 | Frankreich                            | Beleg: |
| Franz Anton Coufal                                                           | 1927 Eichgraben, Niederösterreich – 1999                                                | 20. Jh.                                                          | Österreich                            | Beleg: |
| Martha Coufal-Hartl                                                          | * 1927 Meran                                                                            | 20. Jh., 21. Jh.                                                 | Österreich                            | Signatur: COUFAL. Ehefrau von Franz Anton Coufal |
| Marcel Louis Maurice Courbier                                                | 1898 Nimes – 1976 Paris                                                                 | 20. Jh.                                                          | Frankreich                            | |
| Fabienne Courtiade                                                           | * 1970 Villeneuve-Saint-Georges (Val-de-Marne)                                          | 20. Jh., 21. Jh.                                                 | Frankreich                            | |
| Laura Cretara                                                                | * 1939 Rom                                                                              | 20. Jh., 21. Jh.                                                 | Italien                               | |
| Johann Ernst Croll                                                           | 1756–1804                                                                               | 18. Jh., 19. Jh.                                                 | Deutschland                           | Münzmeister in Dresden. Signaturen: I.E.C.; I.C.; C. |
| Filippo Cropanese                                                            |                                                                                         | 18. Jh., 1756–1773                                               | Italien                               | Beleg: |
| Róbert Csíkszentmihály                                                       | * 1940 Budapest                                                                         | 20. Jh., 21. Jh.                                                 | Ungarn                                | Signatur: CSR |
| Ferenc Csúcs                                                                 | 1905–1999                                                                               | 20. Jh.                                                          | Ungarn                                | Beleg: |
| Viktória Csúcs                                                               | 1934 Kiskunhalas (Hallasch), Ungarn – 1993                                              | 20. Jh.                                                          | Ungarn                                | Signatur: CSV |
| Antal Czinder                                                                | * 1939                                                                                  | 20. Jh.                                                          | Ungarn                                | Beleg: |
| D                                                                            |                                                                                         |                                                                  |                                       | |
| Sebastian Dadler                                                             | 1586–1657                                                                               | 17. Jh.                                                          | Deutschland                           | 1586 Straßburg – 1657 Hamburg |
| Salvador Dalí                                                                | 1904–1989                                                                               | 20. Jh.                                                          | Spanien                               | |
| Paul Marcel Dammann                                                          | 1885 Montgeron – 1939 ebenda                                                            | 20. Jh.                                                          | Frankreich                            | Schüler von Chaplain |
| Emily S. Damstra                                                             | Münzdesignerin seit dem Jahr 2000                                                       | 21. Jh.                                                          | Kanada und USA                        | Signatur: ESD. Rückseite der American Eagle Silver Coin seit 2021 |
| Joseph Dantzell                                                              | 1805 Lyon – 1877 Paris                                                                  | 19. Jh.                                                          | Frankreich                            | Beleg: |
| Ludwig Dasio                                                                 | 1871 München – 1932 ebenda                                                              | 19. Jh., 20. Jh.                                                 | Deutschland                           | Beleg: |
| Maximilian Dasio                                                             | 1865–1954                                                                               | 19. Jh., 20. Jh.                                                 | Deutschland                           | |
| Jaques Antoine Dassier                                                       | 1715 Genf – 1759 Kopenhagen                                                             | 18. Jh.                                                          | Schweiz                               | Signatur: I.D. |
| Jean Dassier                                                                 | 1676 Genf – 1763 ebenda                                                                 | 17. Jh., 18. Jh.                                                 | Frankreich und Schweiz                | Beleg: |
| Eugene L. Daub                                                               | * 1942 Pottstown, Pennsylvania                                                          | 20. Jh., 21. Jh.                                                 | USA                                   | Genannt Gene |
| Hans Daucher                                                                 | ca. 1485–1538                                                                           | 15. Jh., 16. Jh.                                                 | Deutschland                           | |
| Karl Dautert                                                                 | 1875 Frankfurt am Main – 1944/45 Berlin                                                 | 19. Jh., 20. Jh.                                                 | Deutschland                           | Beleg: |
| Pierre-Jean David d’Angers                                                   | 1788–1856                                                                               | 19. Jh.                                                          | Frankreich                            | |
| Auguste Louis Ernest Davin                                                   | 1866–1937                                                                               | 19. Jh., 20. Jh.                                                 | Frankreich                            | Beleg: |
| Charles Degeorge                                                             | 1837–1888                                                                               | 19. Jh.                                                          | Frankreich                            | |
| Ernst Deitenbeck                                                             | 1868 Wettringhof/Westf. –?                                                              | 19. Jh., 20. Jh.                                                 | Deutschland                           | Beleg: |
| Raymond Delamarre                                                            | 1890 Paris – 1986 ebenda                                                                | 20. Jh.                                                          | Frankreich                            | Beleg: |
| Conrad Delbrück                                                              | um 1560 Tecklenburg – nach 1625                                                         | 16. Jh.; 17. Jh.                                                 | Deutschland                           | Münzmeister in Osnabrück 1586–1625. Signatur: CD |
| Cirillo Dell’Antonio                                                         | 1876–1971                                                                               | 19. Jh., 20. Jh.                                                 | Italien/Deutschland                   | |
| Jean Delpech                                                                 | 1916 Hanoi – 1988 Sens (Yonne)                                                          | 20. Jh.                                                          | Frankreich                            | |
| Jean Marie Delpech                                                           | 1866 Banios – 1929                                                                      | 19. Jh., 20. Jh.                                                 | Frankreich                            | Beleg: |
| Zofia Demkowska                                                              | 1919–1991                                                                               | 20. Jh.                                                          | Polen                                 | Beleg: |
| Dominique Vivant Denon                                                       | 1747 Chalom-sur-Saone – 1825 Paris                                                      | 18. Jh., 19. Jh.                                                 | Frankreich                            | |
| Alexis Joseph Depaulis                                                       | 1792 Paris – 1867 ebenda                                                                | 19. Jh.                                                          | Frankreich                            | Beleg: |
| Alphonse Desaide                                                             | 1851 Paris – 1911 ebenda                                                                | 19. Jh., 20. Jh.                                                 | Frankreich                            | Beleg: |
| Gustav Deschler                                                              | gegründet in München 1825                                                               | 19. Jh., 20. Jh., 21. Jh                                         | Deutschland                           | Heute Deschler & Sohn GmbH, Feldkirchen bei München. |
| Joachim Deschler                                                             | um 1500–1571                                                                            | 16. Jh.                                                          | Deutschland                           | |
| Jean-Pierre-Joseph Despujol                                                  | um 1785                                                                                 | 18. Jh.                                                          | Frankreich                            | Signatur DESP. Schöpfer der Prämienmedaille der Academie de Peinture et Sculpture de Valenciennes. |
| Cajetan Destouches                                                           | 1769–1833                                                                               | 18. Jh., 19. Jh.                                                 | Deutschland                           | Beleg: |
| Stuart Leslie Devlin                                                         | 1931 Geelong, Victoria, Australien – 2018 Chichester                                    | 20. Jh., 21. Jh.                                                 | Australien und Vereinigtes Königreich | Beleg: |
| Godefroid Devreese                                                           | 1861 Kortrijk, Flandern – 1941 Brüssel                                                  | 19. Jh., 20. Jh.                                                 | Belgien                               | [ 319 ] [ 320 ] [ 321 ] |
| Luis Jose Díaz Salas                                                         | * 1967                                                                                  | 20. Jh., 21. Jh.                                                 | Spanien                               | Designer der sersten spanischen Euromünzen |
| Gottlob August Dietelbach                                                    | 1806 Stetten im Remstal – 1870 Stuttgart                                                | 19. Jh.                                                          | Deutschland                           | Signatur: D |
| Hans Dietrich                                                                | 1868 Zauchtel, Mähren – 1936 Wien                                                       | 19. Jh., 20. Jh.                                                 | Österreich                            | Beleg: |
| Dieter Dietze                                                                | 1937–2000                                                                               | 20. Jh.                                                          | Deutschland                           | Beleg: |
| Helmut Diller                                                                | 1911 Stuttgart – 1984 München                                                           | 20. Jh.                                                          | Deutschland                           | Signatur: HDi |
| Frano Meneghello Dinčić                                                      | 1900 Kotor, Montenegro – 1986 Belgrad                                                   | 20. Jh.                                                          | Kroatien                              | Beleg: |
| Carlos van Dionant                                                           | 1899 – 1969 Schaerbeek, Belgien                                                         | 20. Jh.                                                          | Belgien                               | Signatur: C.v.D. |
| Heide Dobberkau                                                              | 1929 Celle – 2021 Refrath                                                               | 20. Jh.                                                          | Deutschland                           | |
| Hans Joachim Dobler                                                          | Designer in Ehekirchen-Walda, Bayern                                                    | 20. Jh., 21. Jh.                                                 | Deutschland                           | Design von Münzen der Bundesrepublik Deutschland, z. B. der 2 Deutsche Mark Münze Kurt Schumacher 1979. |
| Daniel Sigmund Dockler                                                       | 1700 Nürnberg – 1733 ebenda                                                             | 18. Jh.                                                          | Deutschland                           | Signatur D oder D S D |
| Albin Döbrich                                                                | 1872 Sonneberg, Thüringen – 1945 Wien                                                   | 19. Jh., 20. Jh.                                                 | Deutschland und Österreich            | Designer der Medaille zum 200. Geburtstag von George Washington 1932 der Porzellanmanufaktur Augarten in Wien. |
| Wolfgang Doehm                                                               | 1934–2010                                                                               | 20. Jh., 21. Jh.                                                 | Deutschland                           | |
| Carl Wilhelm Doell                                                           | 1787 Suhl – 1848 Karlsruhe                                                              | 19. Jh.                                                          | Deutschland                           | Beleg: |
| Johann Veit Döll                                                             | 1750–1835                                                                               | 18. Jh., 19. Jh.                                                 | Deutschland                           | |
| Oskar Döll                                                                   | 1886–1914                                                                               | 20. Jh.                                                          | Deutschland                           | |
| Joseph François Domard                                                       | 1792–1858                                                                               | 19. Jh.                                                          | Frankreich                            | Beleg: |
| Donatello                                                                    | um 1386 Florenz – 1466                                                                  | 15. Jh.                                                          | Italien                               | Donato di Niccolò di Betto Bardi |
| Georg Raphael Donner                                                         | 1693–1741                                                                               | 18. Jh.                                                          | Österreich                            | |
| Ignaz Donner                                                                 | 1752 Kremnitz – 1803 Wien                                                               | 18. Jh.; 19. Jh.                                                 | Österreich                            | Signatur D |
| Matthäus Donner                                                              | 1704–1756                                                                               | 18. Jh.                                                          | Österreich                            | Beleg: |
| Emil Döpler, genannt „der Jüngere“                                           | 1855–1922                                                                               | 19. Jh., 20. Jh.                                                 | Deutschland                           | Beleg: |
| Eugen Robert Dorer                                                           | 1830 Baden, Aargau – 1893 ebenda                                                        | 19. Jh.                                                          | Deutschland und Schweiz               | |
| Dietrich Dorfstecher                                                         | 1933–2011                                                                               | 20. Jh., 21. Jh.                                                 | Deutschland                           | |
| Hans Dorn                                                                    | 1889 Hamburg – 1971 Grasellenbach-Wahlen, Odenwald, Hessen                              | 20. Jh.                                                          | Deutschland                           | Signatur Monogramm „HD“ |
| Franz Dorrenbach                                                             | 1870–1943                                                                               | 19. Jh., 20. Jh.                                                 | Deutschland                           | Beleg: |
| Friedrich Drake                                                              | 1805–1882                                                                               | 19. Jh.                                                          | Deutschland                           | |
| Heinrich Drake                                                               | 1903–1994                                                                               | 20. Jh.                                                          | Deutschland                           | Nachweis als Medailleur fehlt in Biografie |
| Carl Drentwett                                                               | 1848–1878                                                                               | 19. Jh.                                                          | Deutschland                           | Sohn von Gottfried Drentwett |
| Gottfried Drentwett                                                          | 1817–1871 Augsburg                                                                      | 19. Jh.                                                          | Deutschland                           | Beleg: |
| Eugenio Driutti                                                              | * 1949 Tarcento (Udine)                                                                 | 20. Jh., 21. Jh.                                                 | Italien                               | Signatur: ED |
| Émile Dropsy                                                                 | 1848 Paris – 1923 ebenda                                                                | 19. Jh., 20. Jh                                                  | Frankreich                            | Vater von Henry Dropsy |
| Henri Dropsy                                                                 | 1885–1969                                                                               | 20. Jh.                                                          | Frankreich                            | |
| Paul Du Bois                                                                 | 1859–1938                                                                               | 19. Jh., 20. Jh.                                                 | Belgien                               | Beleg: |
| Rudolph David Du Bois                                                        | Münzmeister in Bremen 1760–1797                                                         | 18. Jh.                                                          | Deutschland                           | Signatur: D.B. oder D B |
| Alphée Dubois                                                                | 1831 Paris – 1905 Clamart                                                               | 19. Jh., 20. Jh.                                                 | Frankreich                            | Belege: |
| Joseph Eugène Dubois                                                         | 1795 Paris – 1863 Lignières (Cher)                                                      | 19. Jh.                                                          | Frankreich                            | Beleg: |
| Sándor Dudás                                                                 | * 1948                                                                                  | 20. Jh., 21. Jh.                                                 | Ungarn                                | |
| Joachim Dunkel                                                               | 1925–2002                                                                               | 20. Jh., 21. Jh.                                                 | Deutschland                           | Der Bildhauer Joachim Dunkel war wahrscheinlich kein Medailleur. |
| Peter Ralf Dünwald                                                           | * 1950                                                                                  | 20. Jh., 21. Jh.                                                 | Deutschland                           | * 3. Dezember 1950 in Köln |
| Augustin Dupré                                                               | 1748–1833                                                                               | 18. Jh., 19. Jh.                                                 | Frankreich                            | |
| Georges Dupré                                                                | 1869–1909                                                                               | 19. Jh., 20. Jh.                                                 | Frankreich                            | Beleg: |
| Guillaume Dupré                                                              | um 1576–1643                                                                            | 16. Jh., 17. Jh.                                                 | Frankreich                            | |
| Daniel Dupuis                                                                | 1849–1899                                                                               | 19. Jh.                                                          | Frankreich                            | Beleg: |
| Amédée Pierre Durand                                                         | 1789 Paris – 1873 ebenda                                                                | 19. Jh.                                                          | Frankreich                            | Beleg: |
| Ernst Caspar Dürr                                                            | * um 1640; † um 1700                                                                    | 17. Jh.                                                          | Deutschland                           | |
| Hermann Dürrich                                                              | 1864 Stuttgart – 1929 Kassel                                                            | 19. Jh., 20. Jh.                                                 | Deutschland                           | Beleg: |
| Edouard Durussel                                                             | 1842 Morges, Schweizer Kanton Waadt – 1888 Bern                                         | 19. Jh.                                                          | Schweiz                               | Designer zahlreicher Schweizer Schützentaler und Schützenmedaillen ab 1876. |
| Bert Dusil                                                                   | 1947–2012                                                                               | 20. Jh., 21. Jh.                                                 | Deutschland                           | * 8. August 1947 in Wallhausen |
| Irmingard Dusil                                                              | * 1954                                                                                  | 20. Jh., 21. Jh.                                                 | Deutschland                           | *23.08.1954 |
| Ron Dutton                                                                   | * 1935                                                                                  | 20. Jh., 21. Jh.                                                 | Großbritannien                        | Beleg: |
| Jean Duvivier                                                                | 1687 Liège – 1761 Paris                                                                 | 18. Jh.                                                          | Frankreich                            | Signatur: D·V· |
| Pierre Simon Benjamin Duvivier                                               | 1730 Paris – 1819 Paris                                                                 | 18. Jh., 19. Jh.                                                 | Frankreich                            | Beleg: |
| Paul Düyffcke                                                                | 1847–1910                                                                               | 19. Jh.                                                          | Deutschland                           | auch: Duyffke, Duyffcke. |
| Jacek Dworski                                                                | * 1937                                                                                  | 20. Jh.                                                          | Polen                                 | Beleg: |
| E                                                                            |                                                                                         |                                                                  |                                       | |
| Carl Ebbinghaus                                                              | 1872–1950                                                                               | 20. Jh.                                                          | Deutschland                           | |
| Walther Eberbach                                                             | 1866–1944                                                                               | 19. Jh., 20. Jh.                                                 | Deutschland                           | |
| Ludwig Eberle                                                                | 1883–1956                                                                               | 20. Jh.                                                          | Deutschland                           | |
| Johanna Ebertz                                                               | * 1944 Wetzlar                                                                          | 20. Jh., 21. Jh.                                                 | Frankreich                            | Beleg: |
| Paulo Guilherme Ribeiro Dúlio Thomas d'Eça Leal                              | 1932–2010                                                                               | 20. Jh.                                                          | Portugal                              | Beleg: |
| Lissy Eckart                                                                 | 1891–1974                                                                               | 20. Jh.                                                          | Deutschland                           | Beleg: |
| Hans von der Ecke                                                            | Münzmeister, in Einbeck 1623–1625                                                       | 17. Jh.                                                          | Deutschland                           | Beleg: |
| Paul Effert                                                                  | * 1931 Düsseldorf                                                                       | 20. Jh., 21. Jh.                                                 | Deutschland                           | |
| Gregor Egerer                                                                | Münzmeister in Prag 1694–1709                                                           | 17. Jh., 18. Jh.                                                 | Böhmen                                | Signatur: G E |
| Heinrich Ehehalt                                                             | 1879–1938                                                                               | 20. Jh.                                                          | Deutschland                           | |
| Meret Eichler                                                                | 1928 Ravensburg – 1998 Horgenzell-Urbanstobel, Württemberg                              | 20. Jh.                                                          | Deutschland                           | Beleg: |
| Battista d’Elia da Genova                                                    |                                                                                         | 15. Jh., ca. 1480                                                | Italien                               | Forrer: Elia de Janua, Battista; Friedländer: Baptista Elias von Genua |
| Jacob Samuel Cohen Elion                                                     | 1840–1893                                                                               | 19. Jh.                                                          | Niederlande                           | Signaturen: J. Elion F.; Alternative Namen: Jan Elion, Jacques Elion, Jacobus Elion; Beleg: |
| Samuel Jacob Cohen Elion                                                     | 1812-1880                                                                               | 19. Jh.                                                          | Niederlande                           | Signatur: S.C. Elion; Beleg: |
| Benno Elkan                                                                  | 1877–1960                                                                               | 19. Jh., 20. Jh.                                                 | Deutschland                           | |
| Galvanotechnik Elkington & Co.                                               | 1861–1963                                                                               | 19. Jh., 20. Jh.                                                 | Vereinigtes Königreich                | Beleg: |
| Jürgen Ellenberg                                                             | 1941–2009                                                                               | 20. Jh., 21. Jh.                                                 | Deutschland                           | Signatur: JE Beleg: |
| Gottlieb Elster                                                              | 1867–1917                                                                               | 19. Jh., 20. Jh.                                                 | Deutschland                           | |
| Eberhard Encke                                                               | 1881–1936                                                                               | 20. Jh.                                                          | Deutschland                           | |
| Gianfrancesco Enzola                                                         |                                                                                         | 15. Jh., 1456–1478?                                              | Italien                               | Beleg: |
| Veitel Heine Ephraim                                                         | 1703 Berlin – 1775 ebenda                                                               | 18. Jh.                                                          | Deutschland                           | |
| Olof Eriksson                                                                | 1911-1987                                                                               | 20. Jh.                                                          | Finnland                              | |
| Sonja Eschefeld                                                              | * 1948                                                                                  | 20. Jh., 21. Jh.                                                 | Deutschland                           | |
| Elisabeth von Esseö                                                          | 1883–1954                                                                               | 20. Jh.                                                          | Ungarn/Deutschland                    | Beleg: |
| Max Esser                                                                    | 1885–1945                                                                               | 20. Jh.                                                          | Deutschland                           | |
| Baldassare Estense                                                           | 1441/1442?–1504/06?                                                                     | 15. Jh.                                                          | Italien                               | |
| Alberto Estruch                                                              | 1830 Barcelona – 1884                                                                   | 19. Jh.                                                          | Spanien                               | Beleg: |
| Hans Everding                                                                | 1876–1914                                                                               | 19. Jh., 20. Jh.                                                 | Deutschland                           | |
| Ralf Exner                                                                   | * 1944                                                                                  | 20. Jh.                                                          | Deutschland                           | Beleg: |
| Hermann Bruno Eyermann                                                       | 1888–1955                                                                               | 20. Jh.                                                          | Deutschland                           | Beleg: |

A
B
C
D
E
F
G
H
I
J
K
L
M
N
O
P
Q
R
S
T
U
V
W
X
Y
Z